# Скура
Скура (груз. სკურა) — село в Грузії.
За даними перепису населення 2014 року в селі проживає 403 особи.